# First Contact (film)
Pour les articles homonymes, voir First Contact.
Série
Joe Leahy's Neighbours
(1989)
Pour plus de détails, voir Fiche technique et Distribution.
First Contact est un film australien réalisé par Robin Anderson, Bob Connolly, sorti en 1982. Il s'agit du premier épisode d'une série de films connue sous le nom de The Highlands Trilogy et également composée des documentaires Joe Leahy's Neighbours (1989) et Black Harvest (1992).

## Synopsis
Le film raconte le premier contact entre des chercheurs d'or australiens et des peuples autochtones de Nouvelle-Guinée.

## Fiche technique
- Titre : First Contact
- Réalisation : Robin Anderson, Bob Connolly
- Scénario :
- Narration : Richard Oxenburgh
- Musique : Ron Carpenter
- Photographie : Dennis O'Rourke et Tony Wilson
- Montage : Martyn Down et Stewart Young
- Production : Robin Anderson et Bob Connolly
- Société de production : Arundel Productions
- Pays :  Australie,  Canada et  États-Unis
- Genre : Documentaire
- Durée : 58 minutes
- Dates de sortie :
  -  États-Unis : octobre 1982 (Festival international du film de Chicago)
  -  Australie : 19 mai 1982

## Distinctions
Le film a a reçu de nombreuses distinctions :
- Sélection officielle au Festival international du film de Chicago 1982
- Grand Prix Cinéma du réel 1983
- Australian Academy of Cinema and Television Arts Award du meilleur documentaire
- Nommé à l'Australian Academy of Cinema and Television Arts Award du meilleur montage pour un court métrage
- Nommé à l'Oscar du meilleur film documentaire